# 습식 식각

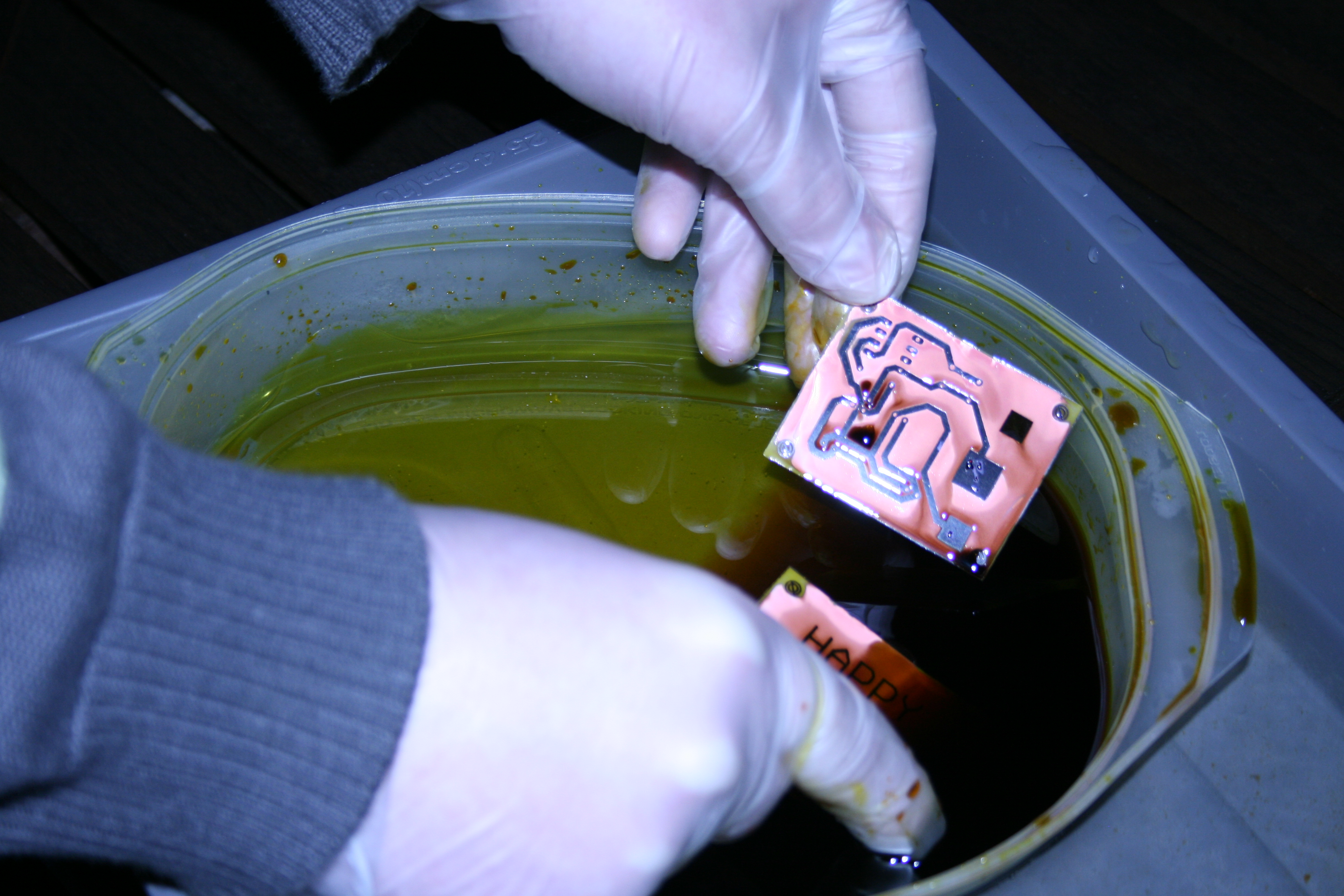

습식 식각(濕式蝕刻, wet etching)이란 목표 금속만을 부식 용해하는 성질을 가지는 액체의 약품을 사용하는 식각이다. 주로 프린트 배선판제조, 금속 명판제조, 반도체 소자제조같은 분야에서 사용된다.
습식 식각에 대한 장점은
1. 한번에 대량의 기판을 처리할 수 있다.
2. 장비나 약품의 가격이 싸다.

이 있으며, 단점은
1. 식각 깊이가 깊을수록 단면 방향도 부식이 진행되기 때문에 정밀도가 높은 미세 가공이 어렵다.
2. 약품의 온도에 따라서 식각 속도가 변화된다.

라는 점이 있다.
일반적으로 미세가공이 필요없으면 습식 식각을 이용하고, 미세가공이 필요한 경우에 건식 식각을 이용한다.
습식 식각의 처리 방법으로는 식각액을 채운 용기내에서 침식하는 딥식이 간편하지만, 금속을 부식 용해한 약품을 흘려 보내서 처리면에 신선한 약품을 공급할 필요가 있기 때문에, 용기내에서 약품을 흔들거나 뒤섞을 필요가 있다. 그러한 점을 개선한 것은 처리 대상에 스프레이식으로 약품을 내뿜는 스프레이식, 스피너로 불리는 회전대에 기판을 달고 약품을 적시는 스핀식이 있다.

## 같이 보기
- 건식 식각